# Gonogala lactea
Gonogala lactea là một loài bướm đêm trong họ Geometridae.